# Mouhitdin Qoriyoqoubov
 (décembre 2023).
Mouhitdin Qoriyoqoubov (cyrillique ouzbek : Муҳитдин Қориёқубов), né le 1re mai 1896 à Ferghana et mort le 22 février 1957 à Tachkent, est un chanteur baryton ouzbek et l'un des premiers chanteurs folkloriques ouzbeks. Cofondateur de la troupe de danse de la jeunesse musulmane avec Hamza Hakimzade Niyazi en 1918, il devient un acteur majeur du développement des premières scènes musicales et théâtrales de la République socialiste soviétique d'Ouzbékistan.

## Biographie

### Débuts
Mouhitdin Qoriyoqoubov nait le 1re mai 1896 à Novy Marguelan, aujourd'hui Ferghana, dans une famille ouvrière. Passionné de musique depuis son enfance, il chante dans les mosquées et récite le Coran, mais ne s'adonne à la musique profane que plus tard,,. Dans sa jeunesse, il fréquente une école religieuse, qu'il déteste car elle décourage ses aspirations musicales. Malgré le mépris des autorités religieuses, il poursuit sa carrière dans la musique et le théâtre et organise un petit orchestre à Skobeliev en 1916, puis la Troupe de danse de la jeunesse musulmane qu'il fonde avec son ami Hamza Hakimzade Niyazi en 1918,.

### Ère soviétique
Il commence son activité scénique avec la création de la fanfare folklorique de Ferghana en 1919, avec laquelle il se produit en 1919-1921 dans les unités de l'Armée rouge sur le front du Turkestan. Dans les spectacles de la Troupe politique de H. Hamza, il se produit en tant qu'acteur dramatique. Il participe à l'organisation de théâtres musicaux à Tachkent, Andijan et Kokand. Après l'avènement du pouvoir soviétique en Asie centrale, les groupes de musique et de danse reçoivent le soutien de l'État. Devenu membre du Parti communiste en 1919, Mouhitdin Qoriyuqubov étudie d'abord le théâtre à Tachkent en 1919, puis à l'Institut d'art théâtral de Moscou de 1922 à 1924. Il travaille ensuite au développement de la musique et du théâtre en République socialiste soviétique d'Ouzbékistan, organisant l'Ensemble musical ethnographique en 1925. L'ensemble est un succès et commence à attirer les talents d'artistes éminents de toute la République socialiste soviétique d'Ouzbékistan, issus d'horizons divers, comme Tamara Khanum qui rejoint l'ensemble en tant que danseuse en 1926 et Usta Olim Komilov qui apporte sa contribution à la musique,. En plus d'organiser le groupe et de recruter des musiciens, Mouhitdin Qoriyoqubov chante lui-même lors des représentations. La troupe est dévastée par la perte de Nourkhon Youlacheva, qui s'est jointe à la troupe en tant que danseuse, mais qui est assassinée par sa famille lors d'un crime d'honneur en 1929, laissant la troupe en deuil,. En novembre de la même année, l'ensemble est rebaptisé Théâtre musical d'État d'Ouzbékistan. Il continue de travailler à la promotion et à la production de la musique ouzbèke, collectant et écrivant des mélodies populaires. Il participe également à l'organisation de l'Union philharmonique d'État ouzbèke, dont il devient le directeur artistique de 1929 à 1939 et de 1946 à 1950,,. Tout au long de sa carrière, il se produit avec son groupe dans toute l'Union soviétique et à l'étranger, se produisant à Moscou ainsi que dans des expositions à Paris et à Berlin,.
Il reçoit le titre d'artiste du peuple de la République socialiste soviétique d'Ouzbékistan en 1936 et l'Ordre du mérite exceptionnel à titre posthume en 2000. En janvier 1957, à la suite d'un accident, il subit une fracture du col du fémur. Il meurt deux semaines plus tard à Tachkent, le 22 février 1957. Muhitdin Qoriyoqubov est enterré à Tachkent au cimetière de Chigatsky. La Société philharmonique d'Ouzbékistan est nommée en son honneur.

## Vie privée
Il se marie avec Tamara Khanum (de son vrai nom Tamara Artyomovna Petrosyan, (1906-1991), danseuse, chanteuse, actrice, chorégraphe, artiste du peuple de l'URSS. Leur fille Vantsetta Moukhit Khanoum, peintre, épouse Taïr Salakhov, peintre, artiste de théâtre, enseignant et professeur.

## Rôles marquants
- Sultan-Bey, dans Archine mal alan d'Uzeyir Hadjibeyli ;
- Hosrov dans Farhad et Shirin d'Uspensky et Gueorgui Mouchel ;
- Novfel, dans Leïli et Medjnoun de Reinhold Glière en collaboration avec Talib Sadykov ;
- Ulugh Beg dans Ulugh Beg de A. Kozlovsky ;
- Mahmud Tarabi dans  Mahmud Tarabi  de O. Chishko ;
- Er Torgyn dans Er Torgyn d'Evgueni Broussilovski ;
- Gouverneur général dans Bouran par M. Ashrafi et Sergueï Vassilenko.

## Récompenses et titres
- Ordre du mérite exceptionnel (25 août 2000) - à titre posthume[22]
- Ordre du Drapeau rouge du Travail (31 mai 1937)[23]
- Médailles de l'URSS
- Artiste du peuple de la RSS d'Ouzbékistan (1936)
- Chanteur populaire du Turkestan

## Mémoire
Le nom de Mouhitdin  Qoriyoqubov a été donné à la Philharmonie d'État d'Ouzbékistan.
L'Académie de chant et de danse folkloriques et une rue de Tachkent portent le nom de Muhitdin Qoriyoqubov.